# Nestlé (Côte d'Ivoire)
Nestlé (Côte d'Ivoire) est une Société anonyme avec conseil d'administration ayant un capital de 5 517 600 000 FCFAet évoluant dans le secteur de l'agroalimentaire en Côte d'Ivoire. Le Groupe a son siège à Abidjan, en Côte d'Ivoire.